# 赤見かるび
赤見 かるび（あかみ かるび、英: Akami Karubi）は、日本のバーチャルYouTuber。後ろ盾のない個人バーチャルYouTuberから異例の人気を博し事務所Crazy Raccoonへ加入。所属レーベルはPolydor Records（ユニバーサルミュージック）。

## 概要
おにくのくにのお姫様であり、年齢はニャンニャンの22歳、体重はお肉3枚分。愛称は「かるび姫」「かるび選手」「びっさん」など。キャラクターデザインは甘城なつき、Live2Dモデル制作は白沢飾音が担当している。
2021年からTwitchを中心にゲーム配信活動を行い、歌や切り抜き動画をYouTubeに投稿している。デビューから事務所などに所属しない個人バーチャルYouTuberとしてスタートしながらも、配信中の予測不能かつ大胆不敵なプレイやトークとキャラクターで徐々に人気を獲得し、多くのストリーマーイベントや企業企画の配信番組・タイアップに参加している。
2024年9月には、Polydor Records（ユニバーサルミュージック）所属、プロゲーミングチームのCrazy Raccoon（略称：CR）加入が相次いで発表され大きな反響を生んだ。同プロチームにとって初の女性タレントおよび初のバーチャルYouTuberのメンバーである。
ゲームだけでなく、食べ物に関する話題も頻繁に登場し、食に対する愛情が伝わってくる。「生きるために食べるのではなく食べるために生きている」と公言しており、食品系の企業コラボも多数行っている。

## 来歴

### 2021年
- 1月15日、Twitchで配信活動を開始する[8]。

### 2023年
- 3月、Twitchのフォロワー数が10万人を突破する[8]。
- 12月、Twitchで12月に最も視聴された女性ストリーマーを記録する[9]。

### 2024年
- 4月、Twitchの女性ストリーマーで世界一の同時接続人数を記録する[2]。
- 8月、Twitchのフォロワー数が50万人を突破する[2]。
- 9月28日、ユニバーサルミュージック傘下の社内レコードレーベルであるPolydor Recordsからメジャー・デビューすることが発表される[2]。
- 9月29日、Crazy RaccoonのStreamers部門への加入が発表される[3]。※2025年8月現在、加入動画がCR公式Xアカウント上で4000万再生を超える[6][10]。
- 11月13日、メジャーデビューシングル「ABEKOBE」リリース[11]。

### 2025年
- 6月、コラボPR動画がマクドナルド公式Xアカウント上で1000万再生を超える[12]。
- 8月19日、「かるび、もまれる。」「CRBR –Crazy Raccoon Battle Royale–」漫画スタート[13]。
- 8月20日、「CR FES 2025」in東京ドーム[14]に参加、およそ5万人の観客の前で3Dモデルをサプライズ公開しLIVEを実施。
- 8月29日、自身のTwitchチャンネルで3Dお披露目配信決定[15]20時予定。

## 出演

### イベント
- 赤見かるび POPUPストア2023（2023年9月8日-9月17日、Clove Lounge Cafe &Bar 秋葉原）[16]
- mini POP UP STORE（2024年6月21日-7月7日、INFOLENS GEEK SHOP 池袋パルコ店）[17]
- 東京ゲームショウ2024 トークイベント Qiddiya Gamingブース（2024年9月26日,29日、MC：高野大知 赤見かるび/ゲスト多数/シークレットゲスト：三浦大知 山田涼介 本田翼、幕張メッセ）[18][19][20]
- 赤見かるびの“お笑いかるび塾”リアイベ！昼夜2部制（2024年8月10日、出演：赤見かるび ズズ 他ゲスト、中野ZERO大ホール）[21]
- おにくの国のPOPUP SHOP（2024年9月28日-10月14日、GiGO 秋葉原 5 号館コラボスタジオ&ギャラリー Akib@ko/GiGOコラボカフェスタンド札幌ノルベサ/GiGO大阪道頓堀本店）[22]
- 観客参加型ストリーマーイベント 『with STREAMER』DAY1（2025年7月26日、横浜BUNTAI）[23]
- Crazy Raccoon『CR FES 2025』in東京ドーム（2025年8月20日、東京ドーム）[14]

ゲーム関連　※主にオフライン会場イベント、その他は後述イベント/大会成績
- 第一回 配信者ハイパーゲーム大会（2023年3月25・26日、Apexオンラインハンター、幕張メッセ）[24]
- 東京ゲームショウ2023×CR CUPストリートファイター6（2023年9月23・24日、幕張メッセ）[25]
- 第二回 配信者ハイパーゲーム大会（2024年3月16・17日、FC24/PUBG 加藤純一軍団/Apex、Kアリーナ横浜）[26]
- RAGE STREET FIGHTER（2024年3月24日、ストリートファイター6個人戦、有明GYM-EX）[27]
- ABCゲーム ～All games Battle Championship～ #2 ストリートファイター6 編（2024年5月18日、チーム：安田大サーカス・クロちゃん,赤見かるび,伊織もえ,こく兄,シュート、カルッツかわさき）[28]
- 春のストリーマードンカツ祭（2025年3月27日、チームA：赤見かるび/SHAKA/たいじ、※オンライン開催 太鼓の達人 公式YouTubeチャンネル/バンダイナムコエンターテインメント公式Twitch）[29][30]

### ウェブ番組
- PAL HUNTER Lemino~PAL WORLD×リアリティショー~（2024年3月27日配信開始、出演：SHAKA スタンミ 山口陽世(日向坂46) 赤見かるび／MC：三四郎 たけうちほのか、NTTドコモ【Lemino】）[31]
- 赤見かるびのいただきま～す！（2024年8月30日 -、MC：赤見かるび 渡部健、DMM TV）[32]

### ラジオ
- 赤見かるびの「お笑いかるび塾」（2024年4月6日 -、メインMC、文化放送・QloveR）[33]
- MASSIVE HISTORIA（2025年8月2日、ゲスト出演、MC：水曜日のカンパネラ・詩羽、J-WAVE）[34]

### CM/PR動画
- ロッテ ガーナチョコレート 『バレンタインのせいにして』（2025年1月 -、出演：浜辺美波/ツクチャオcv江口拓也/タベチャオcv赤見かるび、動画2編+SNS用動画+動画内ソング歌唱）[35]
- マクドナルド 『ジュラシック・ワールドバーガーズ』（2025年6月18日 -、動画+替え歌歌唱）[36][12]
- 『ヒストリーオブまんが甲子園』（2025年7月 -、出演：高橋薫cv津田健次郎/本望歩cv赤見かるび、全国高等学校漫画選手権大会〜まんが甲子園〜）[37]

### 雑誌
- 『モデルプレスカウントダウンマガジン vol.10』（2024年12月10日、SPインタビュー、東京ニュース通信社）[38]
- 『INPOST』特別号 （2025年1月28日発刊、表紙+中面、特集、ナターシャ）[39]
- 『EX大衆』5・6月合併号（2025年4月16日、特集、双葉社）[40]

### 漫画
- 『かるび、もまれる。』（2025年8月19日 - 、原案協力:赤見かるび・CR/原作:赤坂アカ・しろまんた/漫画:しろまんた、講談社 マガポケ・comic HOWL）[13]
- 『CRBR –Crazy Raccoon Battle Royale–』（2025年8月19日 - 、原作:赤坂アカ・CR/ネーム構成:hiro者/漫画:あんどう、講談社 マガポケ・comic HOWL）[13]
- 『Bounty Parade~CR Mondo side:Another~』（2025年8月20日 - 、原案協力:Mondo・CR/漫画:Cou、comic HOWL）

## タイアップ/コラボレーション
- LEVEL∞「赤見かるび」コラボゲーミングPC（2023年7月6日-2024年9月30日）[41]
- 『スタミナ源たれ×赤見かるび』第一弾（2024年2月9日-2024年2月29日、コラボ特別仕様ラベル/パッケージ/グッズにて受注販売、Team GRAPHTと上北農産加工株式会社）[42]
- JR東日本 Yamanote Line Museumコラボレーションアート（2024年5月28日-、秋葉原駅 改札内に「みすみ作」「はたご作」2枚展示、作品・グッズはJRE MALL東京感動線ショップで販売）[43][44]
- ファミリーマート「赤見かるび&Nachoneko」（2024年7月25日-、ファミマ限定グッズ販売）[45]
- 『スタミナ源たれ×赤見かるび』第二弾（2024年8月29日-2024年10月15日、コラボ特別仕様ラベル/パッケージ/グッズにて受注販売、Team GRAPHTと上北農産加工株式会社）[46]
- DMMスクラッチ「赤見かるびのいただきま～す！」（2024年08月30日-2024年09月30日、番組オリジナルグッズオンラインくじ、DMM TV）[47][48]
- ストリートファイター6「マリーザ」×赤見かるび×Team GRAPHT『かるびまりーざ』（2024年9月26日-、コラボアートをデザインした限定商品販売）[49]
- GiGO「赤見かるび × GiGO おにくの国のキャンペーン2024」（2024年9月28日-2024年10月27日、描き下ろしイラストを使用した限定クレーンゲーム用景品/コラボたい焼き「かるび焼き」/対象景品クレーンゲーム500円ご利用毎にオリジナルクリアカード/限定ノベルティ付きドリンク）[50]
- ローソン「赤見かるび&Nachoneko」キャンペーン（ 2024年11月13日-2025年1月15日、対象商品を3点購入でA4クリアファイルがもらえるキャンペーンや限定コラボグッズ販売、店内放送を実施）[51]
- セガ『ラッキーくじオンライン 赤見かるびの「お笑いかるび塾」』（2025年3月13日-2025年4月20日）[52]
- うまい棒×赤見かるび×VILLAGE VANGUARD（2025年3月27日-2025年4月13日EC先行受注 2025年4月26日-店頭販売、赤見かるびとかるび衣装に身を包んだうまい棒のキャラクター「うまえもん」限定コラボグッズ販売、VILLAGE VANGUARD）[53]
- いきなり!ステーキ×Crazy Raccoon（2025年6月1日-6月30日、「かるびチャレンジ1kg」他コラボ限定の店内ラッピング/メニュー/描き下ろしグッズの販売）[54][55]
- SNACK WARS powered by Calbee「じゃがりこ」アンバサダー（【Part 2】2025年8月5日-8月18日、じゃがお（じゃがりこ）cv前野智昭、Digital Entertainment Asset Pte. Ltd.×カルビー株式会社）[56]
- セガ×Crazy Raccoon（2025年8月17日-、ゲームソフト「ソニックレーシング クロスワールド」とのコラボ楽曲/コラボイラストステッカーゲーム内に登場予定）[57]

## ディスコグラフィ

### シングル (配信限定)
『ABEKOBE』（2024年11月13日、作詞:ENA/作曲編曲:佐々木裕/Mix:さぶろう、ユニバーサルミュージック）
『フライドマリアージュ』（2025年8月リリース予定、作詞作曲:nqrse/編曲:柿迫ヒカル）　

### 参加楽曲
『No.1』（2025年8月17日、天月,赤見かるび,ras,じゃすぱー,VANILLA,rion/作詞作曲本多友紀/編曲:傳田有矢/Mix:菊池司、Crazy Raccoon公式YouTube）

## イベント/大会成績
| 日付               | ゲーム                                        | 大会名                                                                  | チーム名                 | チームメンバー （括弧内はコーチ）                                                                                                   | 参加チーム数 | 成績     | 賞金・賞品                                                            |
| ------------------ | --------------------------------------------- | ----------------------------------------------------------------------- | ------------------------ | --- | ------------ | -------- | --------------------------------------------------------------------- |
| 2021年10月23日     | VALORANT                                      | REGINA杯女子大会 from OTODASU                                           | BBG                      | あかりん,よいちまめ,かにぽ,りこじょい                                                                                               | 16           | 優勝     | Logicool G335 ＆ マイクカバー                                         |
| 2022年2月19日      | Apex Legends                                  | 第1回 ふもっふのおみせ杯                                                | レディアント             | パンタシア,RoBeeee | 20           | 優勝     | オーダーメイドキーボードVARMILO                                       |
| 2022年3月6日       | Apex Legends                                  | Twitch Rivals: Apex Legends Japan Showdown                              | -                        | sasatikk,isenn_jg | 20           | 18位     |                                                                       |
| 2022年6月5日       | Apex Legends                                  | JOZCUP EPISODE 2 ver.APEX Legends                                       | ぎゃるぺっくす           | あかりん,MOTHER3 | 20           | 20位     | PRiNCETON モバイルモニター                                            |
| 2022年9月22日      | Fall Guys                                     | JOZCUSTOM Vol.5 ver.Fall Guys                                           | GAL GUYS                 | あかりん,MOTHER3 | 15           |          |                                                                       |
| 2022年10月10日     | EA SPORTS FIFA 23                             | コパ・ストリーム – FIFA 23 バーチャルマッチ                             | Team A                   | ピーナッツくん,ヒラ,あかりん,Clutch_fi,ファン太,LEON代表,かんせる,KOHALON,バルト                                                    |              |          |                                                                       |
| 2022年11月25日     | Apex Legends                                  | JOZ CUP レイクALSA Edition                                              | トロピカルトゥンカロン   | 猫麦とろろ,ミトゥン | 20           | 17位     |                                                                       |
| 2022年12月3日      | Apex Legends                                  | Rakuten esports cup～家電争奪戦～                                       | こくじん Team            | こくじん,恭一郎 | 20           | 16位     |                                                                       |
| 2023年3月25日      | others                                        | 第1回 配信者ハイパーゲーム大会                                          | -                        | Apexオンラインハンター ありけん,MOTHER3                                                                                             | 20           | -        |                                                                       |
| 2023年6月9日       | STREET FIGHTER 6                              | REJECT FIGHT NIGHT                                                      | Team C                   | けんき,梅原大吾,(シュート) | 4            | 4位      |                                                                       |
| 2023年6月25日      | STREET FIGHTER 6                              | Crazy Raccoon Cup STREET FIGHTER 6 Vol.1                                | かZooの子                | 戌神ころね,SHAKA,ドンピシャ,かずのこ,(シュート)                                                                                     | 4            | 4位      |                                                                       |
| 2023年9月2日       | PUBG                                          | Rakuten esports cup ⼤争奪戦〜夏のおもひで〜                            | ママ抱っこして！！       | まんさや,おおえのたかゆき,tttcheekyttt                                                                                              | 17           | 15位     |                                                                       |
| 2023年9月13日      | STREET FIGHTER 6                              | REJECT FIGHT NIGHT -Round2-                                             | Team D                   | 律可,Sasatikk,ありけん,シュート | 4            | 4位      |                                                                       |
| 2023年9月23～24日  | STREET FIGHTER 6                              | TGS2023×Crazy Raccoon Cup STREET FIGHTER 6 Vol.2                        | 拳で語れ                 | もこう,よしなま,けんき,梅原大吾,(trashbox)                                                                                          | 4            | 2位      |                                                                       |
| 2023年10月28日     | VALORANT                                      | Crazy Raccoon Cup VALORANT #6                                           | 最速バーガー             | 一ノ瀬うるは,小森めと,恭一郎,夏色まつり,(Clutch_Fi)                                                                                 | 4            | 3位      |                                                                       |
| 2023年11月2日      | STREET FIGHTER 6                              | REJECT TV コーチング目達記念大会                                        | 個人戦                   | 【プラチナ帯】斜落せつな,蛇足,ちまる,天開司 【ダイヤ帯】杏藤ぴちか,天鬼ぷるる,玉餅かずよ,Zerost,倉持由香                            | 10           | 優勝     | 焼肉券 P帯優勝かるび2-0ぴちかD帯優勝                                  |
| 2023年11月19日     | VALORANT                                      | VTuber最協決定戦 Ver.VALORANT Act.1                                     | 蜻蛉軍団                 | 水無瀬,神成きゅぴ,ラプラス ダークネス,葛葉,(Tonbo)                                                                                  | 8            | 2位      |                                                                       |
| 2023年12月28～30日 | League of Legends                             | 初心者- League of Legends - The k4sen #1                                | Team The k4sen           | kamito, 紫宮るな,高木,英リサ (k4sen)                                                                                                | 2            | 優勝     |                                                                       |
| 2024年2月5～7日    | League of Legends                             | League of Legends - The k4sen                                           | Team The k4sen           | ありけん,Clutch_Fi,ラプラス・ダークネス,イブラヒム,(k4sen)                                                                          | 8            | 6位      |                                                                       |
| 2024年2月11日      | STREET FIGHTER 6                              | Crazy Raccoon Cup STREET FIGHTER 6 Vol.3                                | 特選中落ちかるび         | ファン太,如月れん,sasatikk,かずのこ                                                                                                 | 4            | 4位      |                                                                       |
| 2024年3月16～17日  | others                                        | 第2回 配信者ハイパーゲーム大会                                          | -                        | FC24,PUBG 加藤純一軍団/Apexゲストプレイヤー tonbo,水無瀬                                                                            | -            | -        |                                                                       |
| 2024年3月24日      | STREET FIGHTER 6                              | RAGE STREET FIGHTER                                                     | 個人戦                   | (トラボ) | 16人         | 13位タイ |                                                                       |
| 2024年5月12日      | STREET FIGHTER 6                              | Crazy Raccoon Cup STREET FIGHTER 6 Vol.4                                | ひめひめ♡か～にばるっ!   | 花芽すみれ,魔界ノりりむ,本間ひまわり,常闇トワ,Shuto(わいわい,おおえのたかゆき)                                                      | 4            | 4位      |                                                                       |
| 2024年5月18日      | STREET FIGHTER 6                              | ABCゲーム ～All games Battle Championship～ #2 ストリートファイター6 編 | -                        | 安田大サーカス・クロちゃん,伊織もえ,こく兄,シュート                                                                                 | 2            | 2位      |                                                                       |
| 2024年5月24日      | STREET FIGHTER 6                              | REJECT FIGHT NIGHT -Round3-                                             | Team B                   | JapaneseKoreanUG,XQQ,しんじ,たいじ,板橋ザンギエフ                                                                                   | 4            | 2位      |                                                                       |
| 2024年6月27日      | STREET FIGHTER 6                              | Crazy Raccoon Cup STREET FIGHTER 6 Vol.5                                | ボスラッシュガーデン     | 如月れん,しんじ,葛葉,どぐら | 4            | 4位      |                                                                       |
| 2024年7月4日       | VALORANT                                      | Crazy Raccoon Cup VALORANT #8 コンソール版リリース記念                  | ゾウ鼻パオーンズ         | VanilLa,わいわい,紡木こかげ,猫汰つな,(Pepper)                                                                                       | 6            | 3位      |                                                                       |
| 2024年7月5～6日    | Left 4 Dead 2                                 | LEGENDUS Left 4 Dead 2                                                  | Team OBO                 | おぼ,どぐら,トナカイト,(gappo3) | 2            |          |                                                                       |
| 2024年7月20日      | Overwatch2                                    | Crazy Raccoon Cup Overwatch2 #4                                         | ビッグマミー             | kinako,SHAKA,常闇トワ,Nico | 4            | 優勝     | 特製トロフィー&描き下ろしTシャツ                                      |
| 2024年7月26日      | VALORANT                                      | ハルヴァロ                                                              | 魔眼覚醒                 | 天帝フォルテ,ボドカ,夜乃くろむ,ライト,(Clutch_Fi)                                                                                   | 4            | 3位      |                                                                       |
| 2024年7月29日      | ポケットモンスター スカーレット・バイオレット | もこうライバロリのOPENREC POKEMON PARK                                  | 個人戦                   | おにや,けんき,たいじ,柊ツルギ,布団ちゃん,みゃこ,よしなま                                                                            | 8人          | 優勝     |                                                                       |
| 2024年8月12～13日  | VALORANT                                      | ハルヴァロ Act2                                                         | かるび Team              | 【Aグループ】夜よいち,ごっちゃんマイキー,ととみっくす,Mondo,(TORANECO) 【Bグループ】咲乃もこ,宙星ぱる,たいじ,切嘛,まんさや,(善悪菌) | 4            | 3位      |                                                                       |
| 2024年8月24日      | Apex Legends                                  | VTuber最協決定戦 Season6 Ver Apex Legends                               | CR寿司                   | 猫汰つな,エクス・アルビオ (cpt,YUKIO,天月)                                                                                          | 20           | 2位      | VAULTROOM 特別セット（L型マイク＆ストリームデック）                   |
| 2024年10月12日     | 学力テスト                                    | The k4sen Con                                                           | Team A                   | Clutch_Fi,うるか,スタンミジャパン,ラプラス・ダークネス                                                                              | 3            |          |                                                                       |
| 2024年10月14日     | STREET FIGHTER 6                              | 獅白杯 2nd 上級の部                                                     | 個人戦                   | 個人戦 | 8人          | 4位      |                                                                       |
| 2024年10月31日     | STREET FIGHTER 6                              | REJECT FIGHT NIGHT -Round4-                                             | とりめしほいくえん       | ラプラス・ダークネス,ろぜっくぴん,天鬼ぷるる,高木,鶏めし                                                                            | 4            | 4位      |                                                                       |
| 2024年11月16日     | Apex Legends                                  | えぺまつり外伝 feat.日本赤十字社                                        | 水無瀬チーム             | 水無瀬,夜十神封魔 | 20           | 2位      | 石川県の特産物/特産品セット9万円分                                    |
| 2024年12月16日     | Pokémon UNITE                                 | Pokémon UNITE The k4sen Supported by The Pokémon Company                | Team The UG              | JapaneseKoreanUG,本間ひまわり,白波らむね,Kamito,(piui)                                                                              | 2            | 2位      | オリジナルイラスト[額縁なし]                                          |
| 2024年12月19日     | STREET FIGHTER 6                              | 配信者マリーザ王決定戦                                                  | 個人戦                   | 弟者,ぼんじゅうる,SHAKA,本間ひまわり,飛良ひかり,ザクレイ,蝶屋はなび                                                                 | 8人          | 5位      |                                                                       |
| 2025年1月13日      | Overwatch2                                    | Crazy Raccoon Cup Overwatch2 #5                                         | WAC                      | ふらんしすこ,花芽すみれ,kinako,Mondo,(Kong,LIP)                                                                                     | 4            | 2位      |                                                                       |
| 2025年1月21日      | Minecraft                                     | Vtuberバトルロワイアル5                                                 | 個人戦                   | 叶,葛葉,椎名唯華,ルイス・キャミー,夕刻ロベル,柊ツルギ,ピーナッツくん,甲賀流忍者ぽんぽこ,富士葵,電脳少女シロ,兎鞠まり                | 13人         |          |                                                                       |
| 2025年1月26日      | Rocket League                                 | LEGENDUS Rocket League                                                  | Team かるび              | 関優太,トナカイト,(焼きパン) | 4            | 4位      |                                                                       |
| 2025年2月16日      | STREET FIGHTER 6                              | Crazy Raccoon Cup STREET FIGHTER 6 Vol.7                                | 婚期とパリィはタイミング | 橘ひなの,わいわい,sasatikk,かずのこ (アゴアニキ)                                                                                    | 4            | 2位      |                                                                       |
| 2025年2月18日      | ポケットモンスター スカーレット・バイオレット | もこうライバロリのOPENREC POKEMON PARK 2nd                              | 個人戦                   | 布団ちゃん,そらる.よしなま,鬱先生,みゃこ,ゆゆうた                                                                                   | 7人          | 優勝     |                                                                       |
| 2025年3月27日      | 太鼓の達人                                    | 春のストリーマードンカツ祭                                              | Team A                   | SHAKA,たいじ | 3            | 2位      |                                                                       |
| 2025年3月30日      | STREET FIGHTER 6                              | VTuber最協決定戦 Ver. STREET FIGHTER 6 第一幕                           | RedBlue置くだけ          | 紡木こかげ,白雪レイド,如月れん (あきら,アゴアニキ,ふーど,フェンリッチ)                                                              | 8            | 優勝     | 特製トロフィー＆ゲーム内バナー称号                                    |
| 2025年5月11日      | Overwatch2                                    | えなこカップ                                                            | ひよこ組                 | 柊ツルギ,小森めと,常闇トワ,すもも,(ANS)                                                                                             | 4            | 4位      |                                                                       |
| 2025年5月12日      | GeoGuessr                                     | GeoGuessr The k4sen Supported by GeoGuessr                              | Team SHAKA               | SHAKA, ファン太 | 4            | 3位      |                                                                       |
| 2025年6月21～22日  | Shadowverse: Worlds Beyond                    | OPENREC PARK シャドバビヨンドパーク                                     | 個人戦                   | 個人戦 | 32人         | 4位      | 対戦盛り上げ賞 高級スイーツ                                           |
| 2025年6月24日      | Overwatch2                                    | OVERWATCH2 PARK                                                         | ANS Team                 | ANS,RASSYA,けんき,rion | 3            | 2位      |                                                                       |
| 2025年7月3～ 5日   | Magic: The Gathering Arena                    | MTG Arena The k4sen Supported by Wizards of the Coast                   | Team The Karubi          | しんじ, (jaeger) | 4            | 優勝     | 描き下ろしオリジナル英雄カード                                        |
| 2025年7月20～22日  | Pokémon UNITE                                 | Pokémon UNITE The k4sen Supported by The Pokémon Company                | Team The UG              | JapaneseKoreanUG,YUKIO,白波らむね,Kamito,(piui,Refu)                                                                                | 4            | 優勝     | 優勝時使用ポケモングッズ＆ポケモンユナイト新ポケモン・ホロウェア1年分 |